# Önce Vatan
Önce Vatan (deutsch „Zuerst das Vaterland“) ist eine seit 1. Februar 2001 im Verlag Akosman Basım Yayıncılık erscheinende elektronische Zeitung. Das Blatt erschien vom 1. Februar 2001 bis Januar 2009 als gedruckte Tageszeitung und erreichte zuletzt eine verkaufte Auflage von etwa 5.600 Exemplaren. Seither erscheint Önce Vatan als tägliche digitale Zeitung.
Die Redaktion vertritt einen äußerst nationalistischen Standpunkt und bedient Antisemitismus.
Ein Kolumnist war der armenischstämmige Levon Panos Dabağyan.
Auf Google Maps findet man einen etwa 37 Meter langen Schriftzug „ÖNCE VATAN“ in der Landschaft 5,25 km südsüdwestlich des Cudi Dağı.